# Alessandro Iandoli
Alessandro Iandoli (Basilea, 29 aprile 1984) è un ex calciatore svizzero con passaporto italiano, di ruolo centrocampista.

## Carriera

### Club
Dopo aver giocato con il Concordia Basilea, si trasferisce il 3 agosto 2008 al Pescara, che l'8 agosto lo cede in prestito all'Avellino. Il 18 luglio 2009 risolve il suo contratto con gli abruzzesi, per poi trasferirsi all'Eupen nella massima serie belga. Successivamente ha inoltre giocato 26 partite nella massima serie ungherese.